# Chengbeilu
Chengbeilu (kinesiska: 城北路街道, 城北路) är en socken i Kina. Den ligger i provinsen Shandong, i den östra delen av landet, omkring 78 kilometer öster om provinshuvudstaden Jinan. Antalet invånare är 15 212. Befolkningen består av 7 637 kvinnor och 7 575 män. Barn under 15 år utgör 15,0 %, vuxna 15-64 år 75 %, och äldre över 65 år 9,0 %.
Genomsnittlig årsnederbörd är 818 millimeter. Den regnigaste månaden är juli, med i genomsnitt 300 mm nederbörd, och den torraste är januari, med 6 mm nederbörd.